# Kenji Ogiwara
Pour les articles homonymes, voir Ogiwara.
Kenji Ogiwara (荻原 健司, Ogiwara Kenji), né le 20 décembre 1969 à Kusatsu, est un coureur japonais du combiné nordique, devenu homme politique. Il est pendant trois ans hors d'atteinte remportant trois coupes du monde successives de la discipline, deux titres olympiques par équipes, et a été champion du monde quatre fois dont deux fois en individuel durant la période entre 1993 et 1997.
Il est le frère jumeau de Tsugiharu Ogiwara.

## Biographie

### Carrière sportive
Dans son enfance, il pratique d'abord la gymnastique, puis découvre le saut à ski à l'école élémentaire pour se diriger vers le combiné comme son frère Tsugiharu au collège.
Représentant l'université Waseda, il remporte deux médailles d'or en combiné dans les Universiades en 1989 et 1991. Il fait alors ses débuts dans la Coupe du monde, à Saint-Moritz, se classant dixième.
Un mois avant les Jeux olympiques de 1992, il est quatrième de la manche de Coupe du monde à Breitenwang. Lors des jeux d'Albertville, il est septième en individuel, mais remporte surtout le titre olympique sur la compétition par équipes.
Il court à plein temps dans la Coupe du monde l'hiver suivant, et ne perd de temps pour dominer la concurrence puisqu'il s'impose d'entrée à Vuokatti, puis à Courchevel et à Saint-Moritz. Au milieu de la saison, il confirme ces résultats par un titre de champion du monde individuel, devant trois norvégiens et le titre mondial par équipes à Falun. Il ajoute deux autres succès à sa collection en fin de saison et termine en tête du classement général pour la première fois, étant battu seulement deux fois, à Schonach (3e) et Oslo (2e).
Aux Jeux olympiques de Lillehammer, il est cité comme favori de la compétition, mais il ne se classe que sixième sur le saut, son point fort, pour finalement échouer au quatrième rang après la course de ski de fond. En revanche sur l'épreuve par équipes, accompagné par Takanori Kono et Masashi Abe, il remporte la médaille d'or, son équipe gagnant avec près de cinq minutes d'avance. Dans la Coupe du monde, il est de nouveau vainqueur du classement général, notamment grâce à un doublé à Saint-Moritz.
En 1995, s'il gagne pour la troisième fois consécutive la Coupe du monde, il remporte un deuxième titre individuel mondial par équipes en compagnie de son frère Tsugiharu. Ses autres victoires comprennent notamment la manche prestigieuse de Holmenkollen et celle de Sapporo au Japon pour clore la saison.
En 1996, Ogiwara remporte deux nouvelles manches de Coupe du monde à Strbske Pleso et Chaux-Neuve, mais laisser la victoire finale au Norvégien Knut Tore Apeland pour 200 points. Il recule dans la hiérarchie en 1996-1997, devenant sixième mondial mais remporte le concours le plus important de la saison, les Championnats du monde à Trondheim, en Norvège.
En 1998, il connaît l'honneur en tant que japonais de participer aux Jeux olympiques de Nagano, où il est désigné pour lire le serment olympique. Dans la compétition individuelle, il échoue de nouveau quatrième rang et se classe cinquième par équipes.
Durant la saison 1998-1999, son moment fort reste sa médaille de bronze sur le sprint derrière Bjarte Engen Vik et Mario Stecher aux Championnats du monde de Ramsau.
En 1999-2000, il reste dans le top dix de la Coupe du monde, montant sur son 38e et dernier podium individuel à Santa Caterina.
En 2001, il prend part à ses cinquièmes championnats du monde à Lahti, où il obtient une cinquième et une septième place en individuel.
Lors de son ultime saison au niveau international en 2001-2002, il n'entre dans aucun top dix et compte comme meilleur résultat, la onzième place à l'épreuve Gundersen aux Jeux olympiques de Salt Lake City et à Schonach en Coupe du monde. Il finit sa carrière sans médaille olympique individuelle, le seul trou dans son palmarès.

### Carrière en politique et dirigeant sportif
Après les Jeux de Salt Lake City, il s'est reconverti dans la politique et est devenu un membre du Parti libéral-démocrate et a été élu à la Chambre des conseillers. De 2007 à 2008, il a été provisoirement secrétaire chargé de l'économie au parlement.
Il devient plus tard directeur de la section de ski de Kitano Construction.
Kenji Ogiwara est également influent dans la direction de multiples institutions sportives comme le Comité olympique japonais, l'Union internationale de pentathlon moderne ou encore le Tribunal arbitral du sport.
Il est élu maire de Nagano le 31 octobre 2021.

## Palmarès

### Jeux olympiques
| Épreuve / Édition | Épreuve / Édition | Albertville 1992 | Lillehammer 1994 | Nagano 1998 | Salt Lake City 2002 |
| Individuel        | Gundersen         | 7e               | 4e               | 4e          | 11e                 |
| Individuel        | Sprint            |                  |                  |             | 33e                 |
| Par équipes       | Par équipes       | Or               | Or               | 5e          | 8e                  |

### Championnats du monde
| Épreuve / Édition | Épreuve / Édition | Falun 1993 | Thunder Bay 1995 | Trondheim 1997 | Ramsau 1999 | Lahti 2001 |
| Individuel        | Gundersen         | Or         | 5e               | Or             | 6e          | 7e         |
| Individuel        | Sprint            |            |                  |                | Bronze      | 5e         |
| Par équipes       | Par équipes       | Or         | Or               |                | 5e          | 5e         |

### Coupe du monde
- 3 globes de cristal : Vainqueur du classement général en 1993, 1994 et 1995.
- 38 podiums individuels : 19 victoires, 13 deuxièmes places et 6 troisièmes places.

#### Détail des victoires individuelles
| Édition | Épreuve                                   |
| ------- | ----------------------------------------- |
| 1993    | Vuokatti (Gundersen – K90 / 15 km)        |
| 1993    | Courchevel (Gundersen – K120 / 15 km)     |
| 1993    | Saint-Moritz (Gundersen – K90 / 15 km)    |
| 1993    | Saalfelden (Gundersen – K90 / 15 km)      |
| 1993    | Lahti (Gundersen – K90 / 15 km)           |
| 1993    | Strbske Pleso (Gundersen – K90 / 15 km).  |
| 1994    | Saalfelden (Gundersen – K90 / 15 km).     |
| 1994    | Saint-Moritz (Gundersen – K90 / 15 km).   |
| 1994    | Saint-Moritz (Gundersen – K90 / 15 km).   |
| 1994    | Schonach (Gundersen – K90 / 15 km).       |
| 1994    | Trondheim (Gundersen – K90 / 15 km).      |
| 1995    | Val di Fiemme (Gundersen – K120 / 15 km)  |
| 1995    | Liberec (Gundersen – K120 / 15 km)        |
| 1995    | Falun (Gundersen – K120 / 15 km).         |
| 1995    | Oslo (Gundersen – K120 / 15 km)           |
| 1995    | Bad Goisern (Gundersen – K120 / 15 km)    |
| 1995    | Sapporo (Gundersen – K120 / 15 km).       |
| 1996    | Strbske Pleso (Gundersen – k120 / 15 km). |
| 1996    | Chaux-Neuve (Gundersen – K90 / 15 km).    |

#### Différents classements en Coupe du monde
| Année     | Classement général final |
| 1990-1991 | 27e                      |
| 1991-1992 | 22e                      |
| 1992-1993 | 1er                      |
| 1993-1994 | 1er                      |
| 1994-1995 | 1er                      |
| 1995-1996 | 2e                       |
| 1996-1997 | 6e                       |
| 1997-1998 | 13e                      |
| 1998-1999 | 7e                       |
| 1999-2000 | 6e                       |
| 2000-2001 | 15e                      |
| 2001-2002 | 26e                      |

## Distinctions
En 1995, il est le premier Asiatique à recevoir la Médaille Holmenkollen.